# Zastava 750
El Zastava 750 es un automóvil del segmento A producido por el fabricante yugoslavo Zastava desde el año 1962 hasta 1985, bajo licencia de Fiat. Está basado en el Fiat 600 D, salvo por algunas diferencias, sobre todo mecánicas, como distinto tipo de sistema de frenos: el Zastava poseía una bomba doble, que era superior al de su equivalente Fiat. El Zastava 750 fue producido en la fábrica yugoslava de Kragujevac hasta 1985, ahora Serbia.

## Historia
Los primeros especímenes del Fiat 600 llegaron a Yugoslavia ya en 1955. y se vendieron con el nombre de Zastava 600. Hasta 1962., los automóviles procedentes de Italia se ensamblaron en Zastava. En 1962, en una nueva fábrica, se lanza el Zastava 750M, equivalente al Fiat 600E con un motor de 767cc. 
Después apareció el Zastava 750S, igual que el M pero con cuentakilómetros nuevo y un volante heredado del Fiat 126. En 1980 se comenzó a fabricar el Zastava 850, idéntico al 750 pero con un motor de 843cc proveniente del Fiat 850. Fecha 01. IX 1981. Zastava incorporaba un termostato y circuito cerrado de refrigeración, lo que era una mejora tecnológica con respecto a su hermano italiano. Desde ese instante y hasta 1985 ambos modelos fueron producidos en diferentes versiones:
Variantes del 750
- Zastava 750 L
- Zastava 750 LC
- Zastava 750 LE
- Zastava 750 S
- Zastava 750 SC
- Zastava 750 SE

Variantes del 850
- Zastava 850

Después de que la producción se detuvo el 15 de noviembre de 1985. hubo negociaciones para trasladar la producción a Tofas, Turquía, pero nunca sucedió.
El Zastava 750, como sus hermanos, también se comercializó en varios países del mundo, incluido algunos países sudamericanos en los que no alcanzó la popularidad de su equivalente, el Fiat 600, pero aún se conservan algunos ejemplares. Muchos de ellos han terminado convertidos en automóviles de carreras, utilizados en circuitos, ya sea de asfalto o tierra, y también utilizados en rally, debido a su bajo costo y facilidad de reparación y preparación.
En 1999 estalló la guerra en Yugoslavia y las líneas de la fábrica de Kragujevac fueron bombardeadas erróneamente por la OTAN, al confundirlas con las instalaciones de la misma sociedad que producían armas. 

### En Sudamérica

#### En Colombia
En Colombia se conocía el Zastava 750 como el "Topolino"  alcanzando gran popularidad durante la época en que fueron fabricados, siendo este modelo un icono de la juventud de ese entonces. Fue fabricado por la compañía llamada por aquel entonces Leonidas Lara S.A., posteriormente conocida como la Compañía Colombiana Automotriz. Al auto se le denominó Zastava 750Z.
En 1977 salieron de la planta de C.C.A ubicada en Bogotá los primeros 750Z ensamblados en el país. Estos autos se armaban mediante conjuntos CKD, con partes traídas de la planta de Kragujevac, Yugoslavia (ahora Serbia). El proceso de ensamblaje se llevó a cabo con gran intensidad entre los años 1977 y 1979, quedando algunas cantidades de CKD en existencia cuando la planta ya estaba bajo la propiedad de la Mazda, lo que permite armar algunos autos entre 1981 y 1984, cuando las líneas de planta dedicadas a dicho producto ya fueron integradas a las labores de ensamblaje para los productos de la Mazda.

## Motores
- 767 cc
- 843 cc

## Apodos
El Zastava 750 recibió múltiples apodos en diferentes partes de mundo:
- Fića en Serbia,
- Fićo en Croacia,
- Fičko en Eslovenia,
- Fikjo en Macedonia.
- Fito en Chile.

Estos apodos provienen del nombre Fica, el cual pertenecía a un personaje de historietas del periódico Borda.
- Topolino en Colombia.[4]